# Бондарчук, Наталья Сергеевна
Наталья Серге́евна Бондарчу́к (род. 10 мая 1950, Москва, РСФСР) — советская и российская киноактриса, кинорежиссёр, сценарист и продюсер; заслуженная артистка РСФСР (1977), заслуженный деятель искусств РФ (2009). Дочь народных артистов СССР, кинорежиссёра Сергея Бондарчука и актрисы Инны Макаровой.

## Биография
Родилась 10 мая 1950 года в Москве в семье режиссёра Сергея Бондарчука и актрисы Инны Макаровой.
В 1971 году окончила актёрский факультет Всесоюзного государственного института кинематографии (мастерская народных артистов СССР Сергея Герасимова и Тамары Макаровой), в 1975-м — режиссёрский факультет ВГИКа (у тех же мастеров).
В кино дебютировала в 1970 году в фильме «У озера», затем снялась в лентах «Пришёл солдат с фронта», «Ты и я». Наибольший успех к ней пришёл после исполнения роли Хари в фильме Андрея Тарковского «Солярис».
В качестве режиссёра и сценариста дебютировала в 1975 году новеллой «Бессчастная Матрёнка» в альманахе «Пошехонская старина». Наибольшую известность получили два фильма, поставленные Н. Бондарчук в конце 1980-х годов по своим сценариям, — «Детство Бемби» и «Юность Бемби».
Организовала свой собственный детский театр «Бемби». На 2014 год действуют три филиала театра: в Москве, Апрелевке и Одинцове. Апрелевским филиалом заведует её муж Игорь Днестрянский. Театр выезжает на гастроли по России и ближнему зарубежью.

### Общественная позиция
В марте 2014 года поддержала вступление Крыма в состав РФ, подписала письмо президенту России Владимиру Путину в поддержку этого.

## Семья
- Отец — Сергей Федорович Бондарчук (1920—1994), режиссёр, сценарист, актёр. Герой Социалистического Труда (1980), народный артист СССР (1952), лауреат Ленинской (1960), Сталинской премии I степени (1952) и Государственной премии СССР (1984), обладатель кинопремии «Оскар» (1969).
- Мама — Инна Владимировна Макарова (1926—2020), актриса; народная артистка СССР (1985), лауреат Сталинской премии I степени (1949).
- Первый муж — Элизбар Константинович Караваев (род. 5 октября 1939) — советский и российский кинооператор.
- Второй муж — Николай Бурляев (род. 1946), актёр, режиссёр, народный артист РФ (1996).
  - сын — Иван Бурляев (род. 1976), актёр, композитор.
  - невестка — Юлия[6].
    - внуки — Анастасия и Никита[6].

  - дочь — Мария Бурляева (род. 1987), актриса Московского академического театра имени Маяковского[нет в источнике][6].
- Третий муж — Игорь Днестрянский (род. 1964)[6][7], актёр.
- единокровный брат — Алексей Бондарчук (15.01.1947 — 02.12.2021), математик
- единокровный брат — Фёдор Бондарчук (род.09.05.1967), режиссёр, сценарист, актёр, продюсер.
- единокровная сестра — Алёна Бондарчук (31.07.1962 — 07.11.2009), актриса.

## Фильмография

### Актриса
- 1970 — Сердце России — Люсик Лисинова
- 1971 — Ты и я — Надя
- 1971 — Петрухина фамилия (короткометражка) — Шура
- 1971 — Возвращение катера (короткометражка) — Люба
- 1972 — Солярис — Хари
- 1972 — Пришёл солдат с фронта — Шура
- 1972 — Нам некогда ждать — Алёна
- 1973 — Егерь (короткометражка) — Пелагея
- 1974 — Исполнение желаний — Маша Бауэр, дочь Сергея Ивановича
- 1975 — Небо со мной — Ирина Белова
- 1975 — Звезда пленительного счастья — Мария Волконская, княгиня
- 1975 — Пошехонская старина — Матрёна, крепостная
- 1976 — Красное и чёрное — госпожа де Реналь
- 1979 — Бабушки надвое сказали… — администратор гостиницы
- 1979 — Выбор (новелла «Круг») — влюблённая
- 1979 — Взрослый сын — Надежда Борисовна
- 1980 — Юность Петра — царевна Софья
- 1980 — В начале славных дел — царевна Софья
- 1981 — Василий и Василиса — Александра
- 1982 — Живая радуга — Мария Сергеевна, учительница природоведения
- 1982 — Мать Мария — Нина
- 1985 — Детство Бемби — Агни, мать Бемби
- 1986 — Юность Бемби — Агни, мать Бемби (эпизоды)
- 1986 — Лермонтов — Марья Михайловна, мать Лермонтова
- 1991 — Господи, услыши молитву мою — Александра, жена помещика
- 2000 — Мой дух к Юрзуфу прилетел… — Мария Волконская
- 2003 — Любовь и правда Фёдора Тютчева — Эрнестина Тютчева, вторая жена поэта
- 2006 — Пушкин. Последняя дуэль — Екатерина Карамзина
- 2007 — Одна любовь души моей — Мария Волконская
- 2015 — Тайна Снежной королевы — Ненга, бабушка Герды

### Режиссёр
- 1975 — Пошехонская старина
- 1982 — Живая радуга
- 1985 — Детство Бемби
- 1986 — Юность Бемби
- 1991 — Господи, услыши молитву мою
- 2000 — Мой дух к Юрзуфу прилетел…
- 2003 — Любовь и правда Фёдора Тютчева
- 2006 — Пушкин. Последняя дуэль
- 2007 — Одна любовь души моей
- 2009 — Гоголь. Ближайший
- 2015 — Тайна Снежной Королевы
- 2018 — Красная шапочка. Онлайн
- 2022 — Иные
- 2023 — Гори, гори ясно

#### Документальное кино
- 1982 — Медный всадник
- 1990 — Беловодье
- 1992 — Трилогия: «Часовня Сергия», «Ангел-хранитель», «Учитель Учителей»
- 1993 — Путь сердца
- 1994 — Биография великой семьи
- 1994 — Великий отклик
- 1996 — Отечество
- 1996 — Гималаи — обитель богов
- 1998 — Система естественного оздоровления Галины Шаталовой
- 1998 — Рерих и Русь
- 1998 — Святослав Рерих
- 1998 — 600 лет Саввино-Сторожевскому монастырю
- 1999 — Синегорье
- 2010 — И вечностью наполнен миг…
- 2011 — Инна Макарова. Мой дорогой человек
- 2015 — Лично меня касается

### Сценарист
- 1977 — Пошехонская старина
- 1985 — Детство Бемби
- 1986 — Юность Бемби
- 1991 — Господи, услыши молитву мою
- 2000 — Мой дух к Юрзуфу прилетел…
- 2003 — Любовь и правда Фёдора Тютчева
- 2006 — Пушкин. Последняя дуэль
- 2007 — Одна любовь души моей
- 2009 — Гоголь. Ближайший
- 2015 — Тайна Снежной Королевы
- 2018 — Красная шапочка. Онлайн
- 2023 — Гори, гори ясно

### Продюсер
- 2006 — Пушкин. Последняя дуэль
- 2007 — Одна любовь души моей
- 2015 — Тайна Снежной Королевы

## Награды и звания
- Заслуженная артистка РСФСР (1977 год)
- Заслуженный деятель искусств Российской Федерации (17 сентября 2009 года) — за заслуги в области искусства[3]
- Золотая медаль медаль им. С. Ф. Бондарчука «За выдающийся вклад в кинематограф» (2020 год, кинофорум «Золотой Витязь»)[8].